# Berdibeg
Berdibeg fou kan de l'Horda d'Or (1357-1359), fill de Janibeg al que va succeir.
Berdibeg havia estat nomenat poc abans de la mort del seu pare com a governador de l'Azerbaidjan i Arran amb seu a Tabriz, però en emmalaltir Janibeg quan tornava a Saraitxuk, fou cridat per si calia assolir el tron; Berdibeg, a suggeriment del general Tughlukbeg, va matar el pare per por que s'hagués acabat recuperant, i va pujar al poder. Les fonts russes diuen que va matar dotze dels seus germans un acte que estaria justificat per assegurar la successió dels fills propis, ja que en la llei mongola l'hereu era el germà.
Una de les primeres decisions fou enviar al general Iktar per atacar als prínceps russos però el metropolità Alexis va anar a Sarai i per la mediació de la reina Taidula, va aconseguir condicions favorables pels prínceps i per l'Església. No va passar gaire temps fins que hi va aparèixer un altre cap tàtar, que Nikolai Karamzín esmenta com el tsarévitx Mamat Khoja; va anar a Moscou oficialment per fixar els límits del gran principat amb el principat de Riazan però en realitat planejava saquejar el territori; el gran príncep Ivan va al·legar que com que havia complert les regulacions del kan, els tàtars tenien prohibit interferir en els afers interns del principat; Ivan s'atrevia a desafiar a Mamat Khoja perquè segurament Berdibeg no donava suport a l'expedició fora de la causa oficial; al seu retorn a l'Horda, Mamat va presumir d'haver matat a un favorit de Berdibeg i fou enviat al seu oncle Ornatch a Coràsmia (a Urgendj). Von Hammer el considera fill de Berdibeg, però això no és gens clar; el mateix Karamzin, que l'esmenta com a tsarévitx, en parla com un parent llunyà.
El gran príncep Ivan, Basili de Tver i el seu nebot Vsevolod de Kholm, van anar a l'Horda on foren confirmats en els seus governs.
El 13 de setembre de 1358 es va signar un tractat (el document encara es conserva) entre Berdibeg i Venècia, representada per Giovanni Quirino i Francisco Buono. En aquest document es ratificaven els privilegis concedits anteriorment als venecians; s'esmenta al senyor dels kumani i a Tughlukbeg, senyor tàtar de Tana. El tractat fou signat a Aktuba el 8 de shawwal del 759 (any del gos mongol) que equival a l'esmentat dia 13 de setembre del 1358; com a testimonis hi figuren Asanibei (Hassanbeg), Megalbei (Mogolbeg), Sarabei (Sarai Kotlugh), Yagaltei, Tobbei (Tughlukbeg) i Cotulubeg (Kutlughbeg); una clàusula especial fa referència a les reclamacions de Kutlugh Timur, senyor de Solgat.
A l'Azerbaidjan el delegat de Berdibeg, Akhidjuk (o Akhitshuk), fou executat pel djalayàrida Uvays o Uways ibn Hasan (Uways I) que va conquerir la ciutat i tota la regió (1359).
El gran príncep Ivan va morir la tardor del 1359. Molt poc després va morir Berdibeg assassinat pel seu germà Kulpa o Kulna, instigat altre cop pel general Tughlukbeg. A les monedes se l'esmenta com Berdibeg Khan o com a Muhammad Berdibeg Khan; les monedes foren encunyades a Sarai, Nova Sarai, Coràsmia, Gulistan i Azak. Estan datades entre 1357 i 1359. El seu germà Kulpa el va succeir.